# Targovishte Glacier
Targovishte Glacier är en glaciär i Antarktis. Den ligger i Sydshetlandsöarna. Argentina, Chile och Storbritannien gör anspråk på området. Targovishte Glacier ligger 84 meter över havet.
Terrängen runt Targovishte Glacier är huvudsakligen kuperad, men österut är den platt. Havet är nära Targovishte Glacier åt sydost. Trakten är glest befolkad. Närmaste befolkade plats är Maldonado Station, 12,2 kilometer norr om Targovishte Glacier. 